# Air Astana

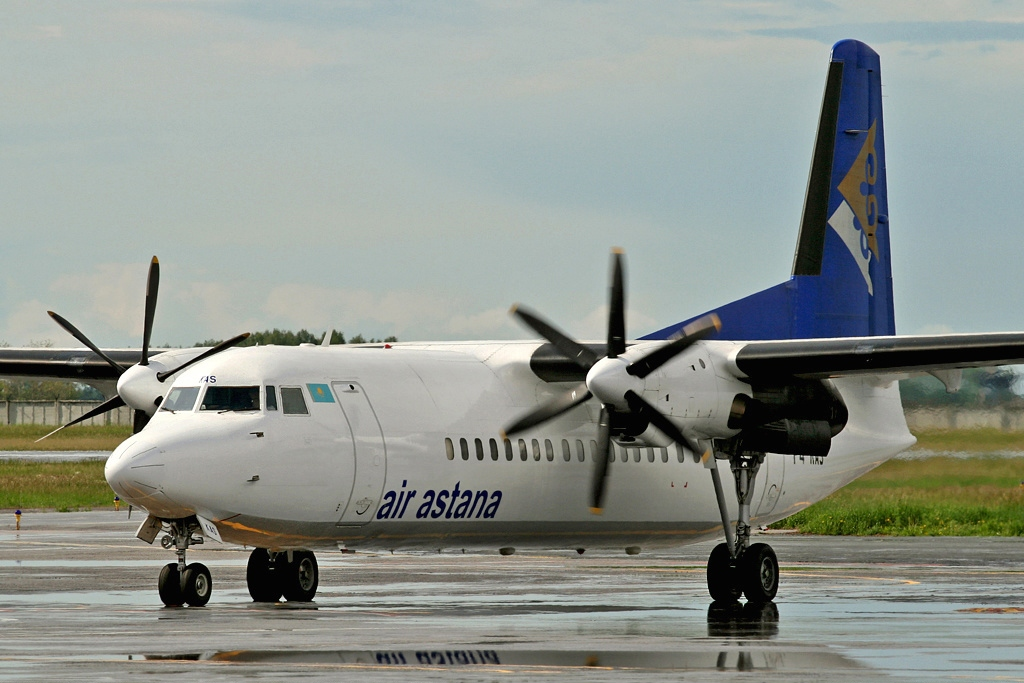
W latach 2004–2012 samoloty Fokker 50 obsługiwały loty regionalne w liniach Air Astana

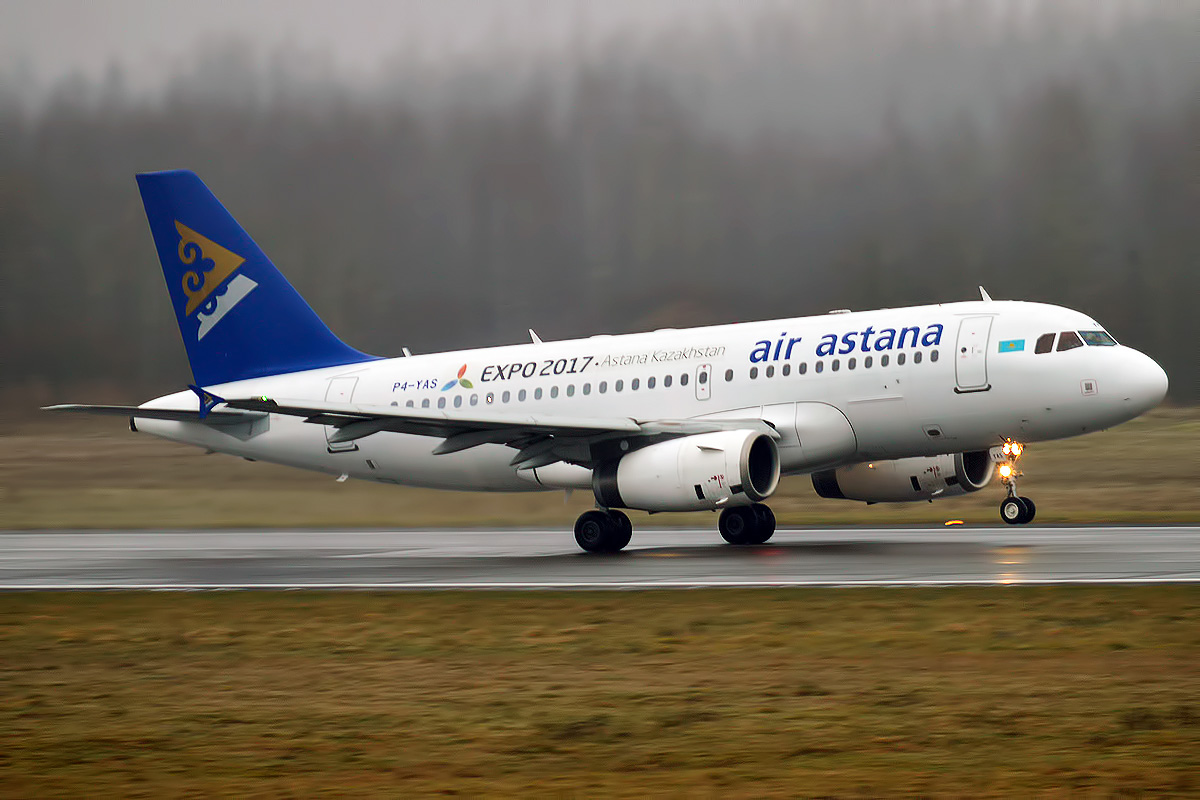
Airbus A319 linii Air Astana w okolicznościowym malowaniu promującym wystawę Expo 2017

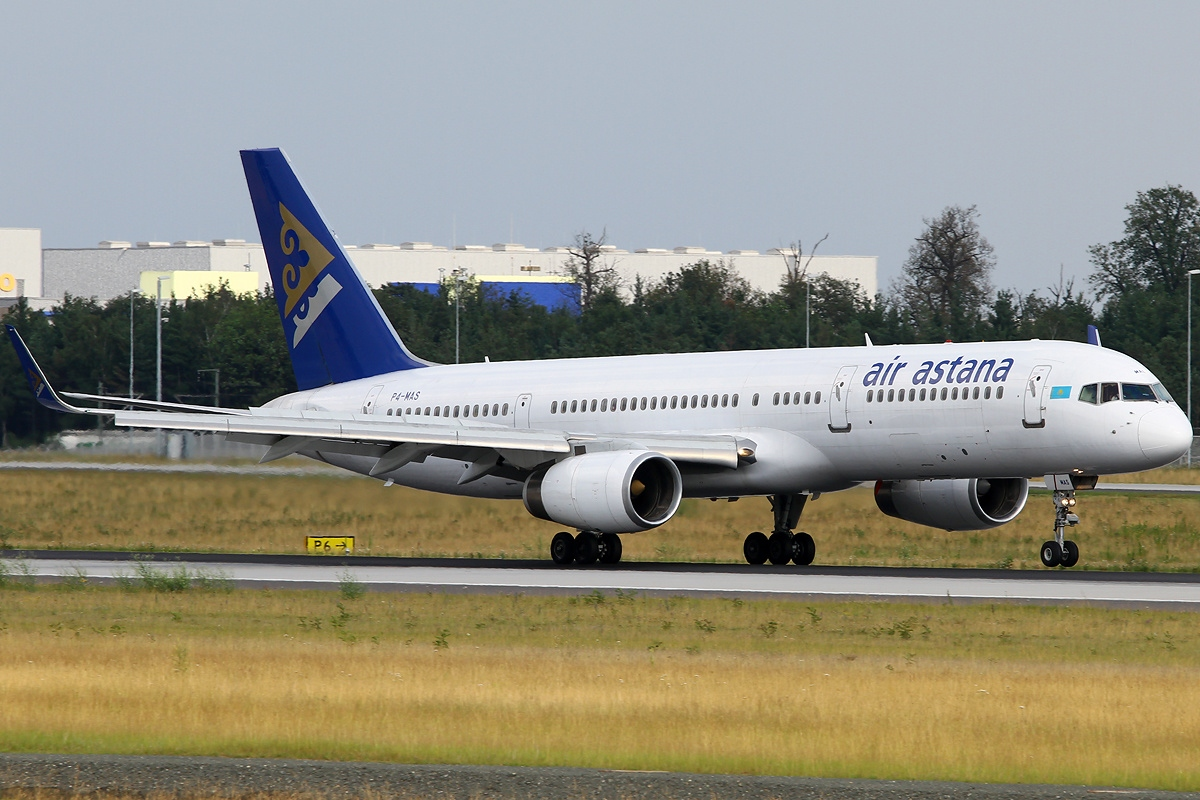
Boeing 757 linii Air Astana na lotnisku we Frankfurcie

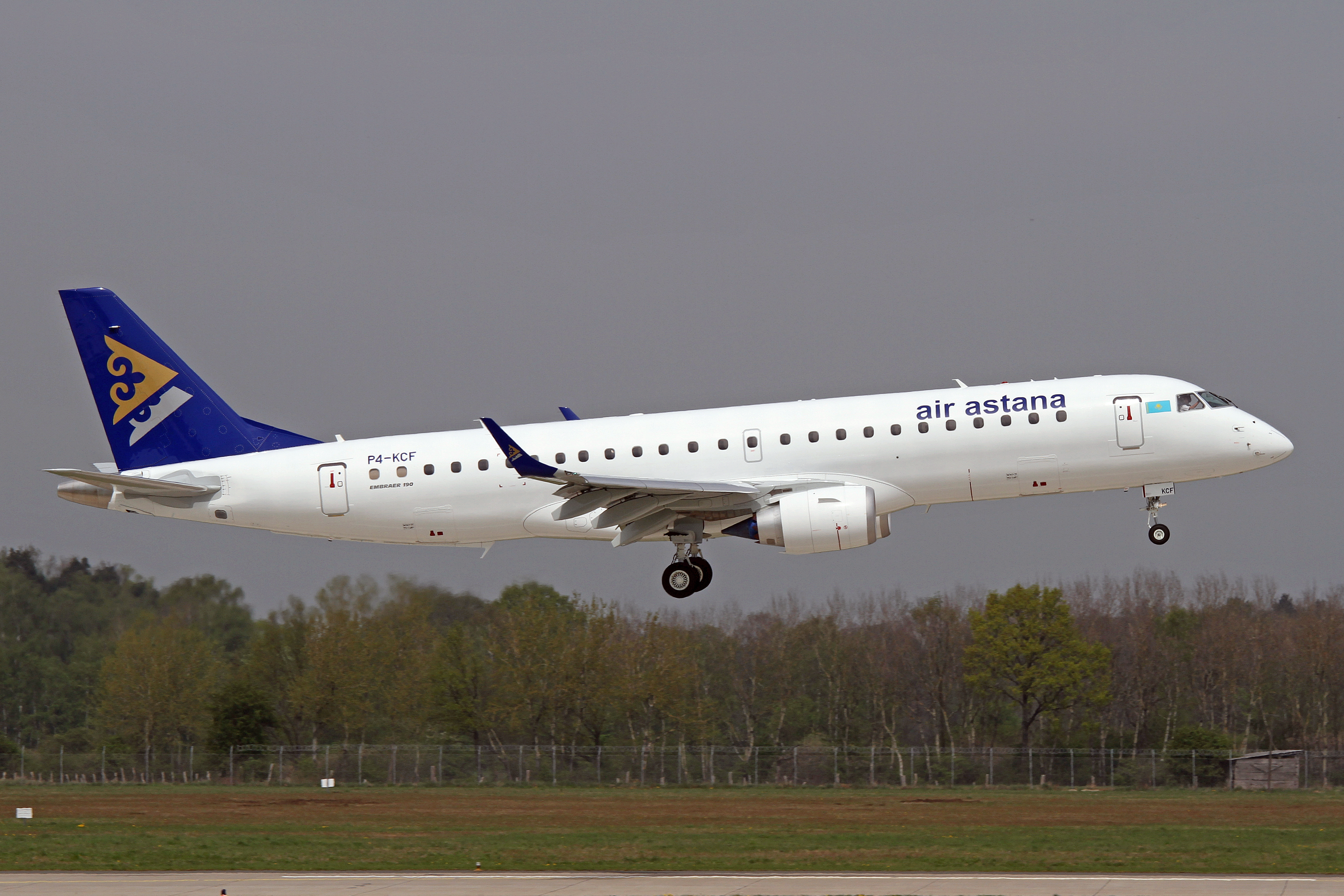
Embraer 190 linii Air Astana

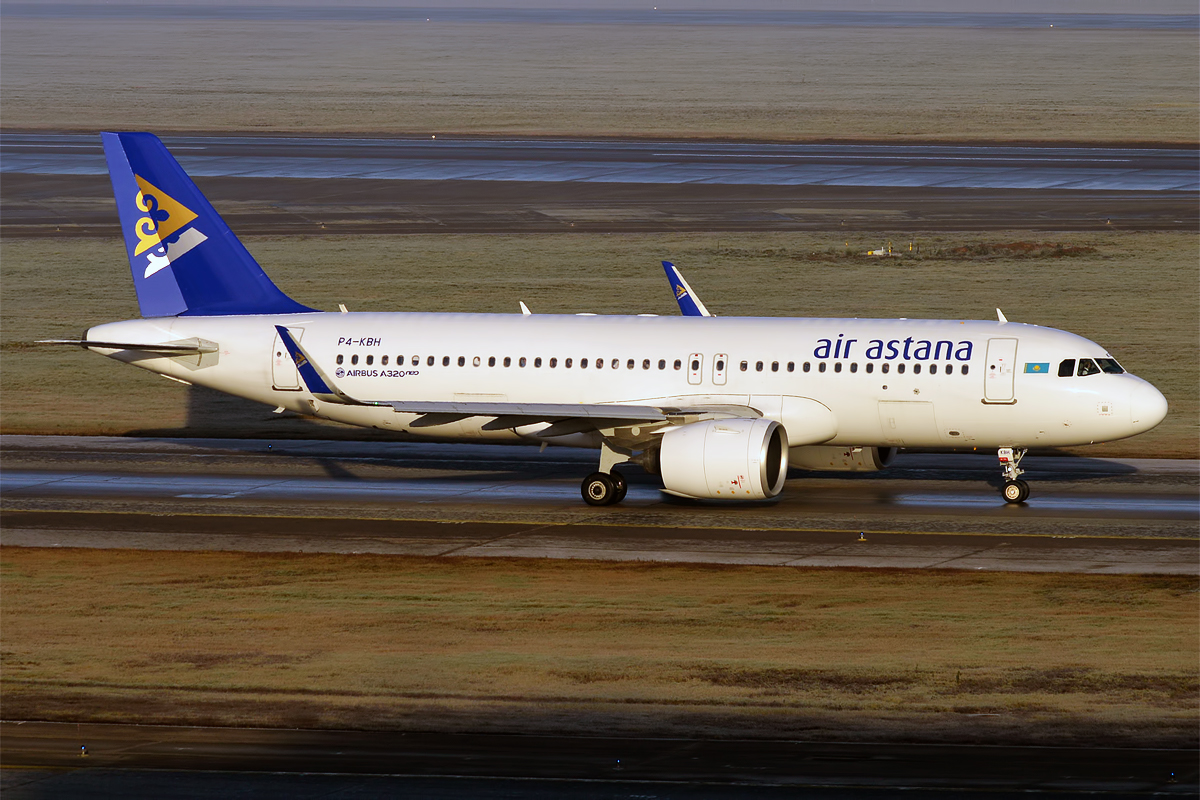
Pierwszy Airbus A320neo w malowaniu Air Astana

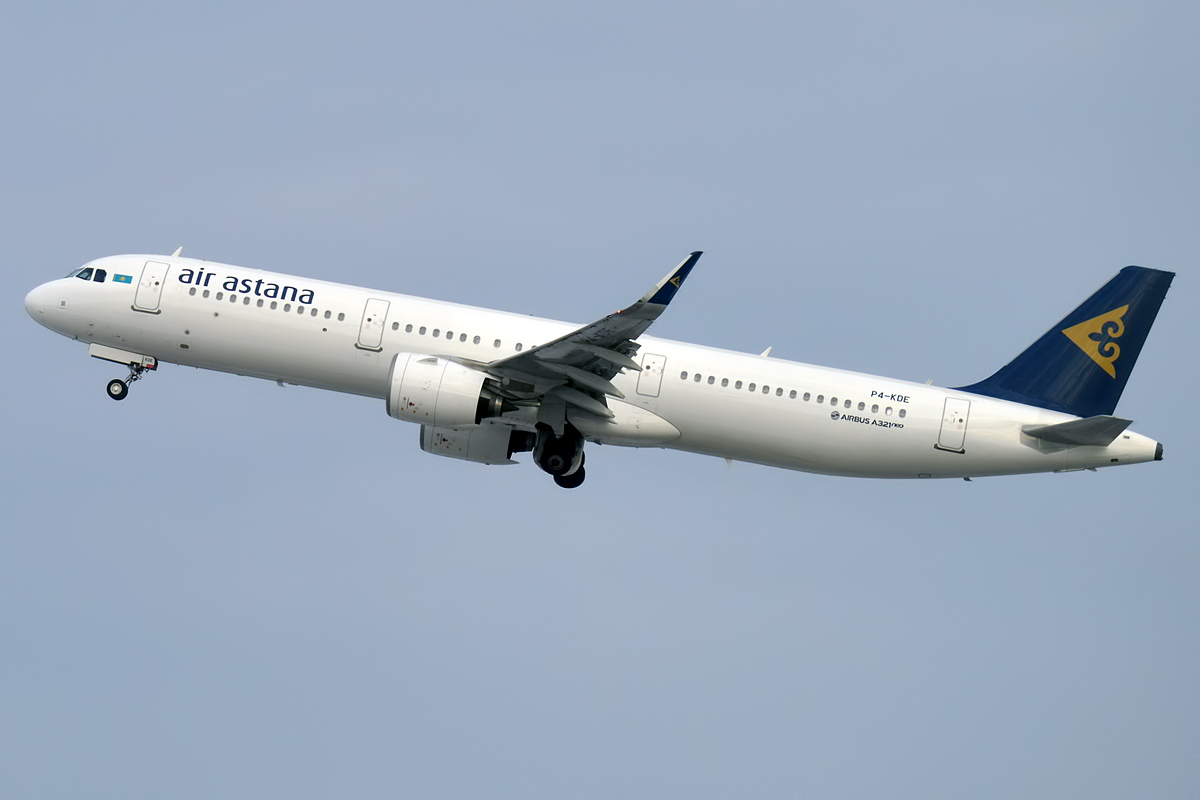
Airbus A321neo linii Air Astana

Air Astana – narodowy przewoźnik lotniczy Kazachstanu z siedzibą w Ałmaty. Firma jest współwłasnością należącej do kazachskiego skarbu państwa kompanii Samruk-Kazyna oraz brytyjskiego koncernu BAE Systems. Obsługuje połączenia krajowe i loty międzynarodowe do Europy, Azji i na Bliski Wschód.
W rankingu Skytrax linie zostały ocenione na 4 gwiazdki z 5 możliwych. W zestawieniu 100 najlepszych linii lotniczych na świecie w 2015, Air Astana zajęły 40. miejsce – najwyżej spośród linii lotniczych z państw Wspólnoty Niepodległych Państw.
17 sierpnia 2015 Air Astana zostały oficjalnymi liniami lotniczymi wystawy światowej Expo 2017.

## Porty docelowe

### Azja
- Azerbejdżan
  - Baku (Port lotniczy Baku)
- Chiny
  - Pekin (Port lotniczy Pekin)
  - Urumczi (Port lotniczy Ürümqi-Diwopu)
- Gruzja
  - Tbilisi (Port lotniczy Tbilisi)
- Hongkong
  - Hongkong (Port lotniczy Hongkong)
- Indie
  - Delhi (Port lotniczy Indira Gandhi)
- Kazachstan
  - Aktau (Port lotniczy Aktau)
  - Aktobe (Port lotniczy Aktobe)
  - Ałmaty (Port lotniczy Ałmaty)
  - Astana (Port lotniczy Nur-Sułtan)
  - Atyrau (Port lotniczy Atyrau)
  - Karaganda (Port lotniczy Karaganda)
  - Kustanaj (Port lotniczy Kustanaj)
  - Kyzyłorda (Port lotniczy Kyzyłorda)
  - Orał (Port lotniczy Orał Ak Żoł)
  - Öskemen (Port lotniczy Oskemen)
  - Pawłodar (Port lotniczy Pawłodar)
  - Petropawł (Port lotniczy Petropawł)
  - Semej (Port lotniczy Semej)
  - Szymkient (Port lotniczy Szymkient)
  - Taraz (Port lotniczy Taraz)
- Kirgistan
  - Biszkek (Port lotniczy Biszkek)
- Korea Południowa
  - Seul (Port lotniczy Seul-Inczon)
- Malezja
  - Kuala Lumpur (Port lotniczy Kuala Lumpur)
- Mongolia
  - Ułan Bator (Port lotniczy Ułan Bator)
- Tadżykistan
  - Duszanbe (Port lotniczy Duszanbe)
- Tajlandia
  - Bangkok (Port lotniczy Bangkok-Suvarnabhumi)
- Uzbekistan
  - Taszkent (Port lotniczy Taszkent)
- Wietnam
  - Ho Chi Minh (Port lotniczy Tân Sơn Nhất w Ho Chi Minh)
- Zjednoczone Emiraty Arabskie
  - Abu Zabi (Port lotniczy Abu Zabi)
  - Dubaj (Port lotniczy Dubaj)

### Europa
- Francja
  - Paryż (Port lotniczy Paryż-Roissy-Charles de Gaulle)
- Holandia
  - Amsterdam (Port lotniczy Amsterdam-Schiphol)
- Niemcy
  - Frankfurt nad Menem (Port lotniczy Frankfurt)
  - Hanower (Port lotniczy Hanower)
- Rosja
  - Jekaterynburg (Port lotniczy Jekaterynburg)
  - Kazań (Port lotniczy Kazań)
  - Moskwa (Port lotniczy Moskwa-Szeremietiewo)
  - Nowosybirsk (Port lotniczy Nowosybirsk-Tołmaczowo)
  - Omsk (Port lotniczy Omsk)
  - Orenburg (Port lotniczy Orenburg)
  - Samara (Port lotniczy Samara)
  - Sankt Petersburg (Port lotniczy Petersburg-Pułkowo)
- Turcja
  - Antalya (Port lotniczy Antalya)
  - Stambuł (Port lotniczy Stambuł-Atatürk)
- Ukraina
  - Kijów (Port lotniczy Kijów)(zawieszone od 22 lutego 2022)[4]
- Wielka Brytania
  - Londyn (Port lotniczy Londyn-Heathrow)
- Włochy
  - Mediolan (Port lotniczy Mediolan-Malpensa)

## Flota
Flota linii Air Astana na 13 lutego 2024:
| Typ              | Ilość | Liczba miejsc |
| ---------------- | ----- | ------------- |
| Embraer 190-E2   | 4     | 108 (12/96)   |
| Airbus A320neo   | 4     | 148 (16/132)  |
| Airbus A321-200  | 2     | 179 (28/151)  |
| Airbus A321neo   | 4     | 179 (28/151)  |
| Airbus A321neo   | 1     | 184 (28/156)  |
| Airbus A321LR    | 11    | 166 (16/150)  |
| Boeing 767-300ER | 3     | 223 (30/193)  |
| Łącznie          | 29    |               |

Dodatkowo linie złożyły zamówienia na 3 samoloty Boeing 787 Dreamliner (pierwsze dostawy planowane na rok 2023), 6 maszyn Airbus A320neo (pierwszy dostarczono w roku 2016) i 7 samolotów Airbus A321neo (pierwszy dostarczono w roku 2018).